# Гепапірис
Гепапіріс, власне Гепаїпіріс (грец . η Γηπαιπυρεως, ē Gēpaipyreōs) (1 ст. н. е.) — фракійська царівна, цариця Боспору в 37 — 39 рр. н. вдова Тиберія Юлія Аспурга Філоромеоса, царя Боспору. 

## Сім'я
Гепапірис належала до фракійської династії Сапе. Її батьками були Гай Юлій Котіс VIII, король Фракії і Антонія Трифена, донька Марка Антонія Полемона I Євсеба Сотера, царя Малої Вірменії, Понту і Боспору, і королеви Піфодориди Понтійської, онуки Марка Антонія, римського тріумвіра. Через свою бабусю вона була пов'язана з династією Юліїв-Клавдіїв. Бо Піфодоріс була дочкою Піфодора Тральського та Антонії, зведеною сестрою Антонія Молодшого, бабусею Калігули, римського імператора. Гепапірис мала перське, грецьке, римське, тракійське, одриське походження.

## Молодість і шлюб
Після вбивства батька Котиса вона поїхала жити з матір'ю та братами і сестрами в Рим. Ймовірно, вона вчилася і залишалася при дворі свого двоюрідного брата Антонія Молодшого. Антонія була дуже впливовою жінкою, яка керувала колом різних принців і герцогинь. Її оточення брало участь у політичному збереженні кордонів Римської імперії та справах держав залежних від Риму.
Про життя Гапапіриси відомо дуже мало. Вона стала дружиною царя Боспору Тиберія Юлія Аспургоса Філоромія, сина і спадкоємця боспорського царя Асандра Філокайсара Філоромея та цариці Динаміди Філоромеї. Мати її чоловіка була спадкоємицею Боспору і донькою Фарнака II Філоромея, царя Понту і Боспору.
У 38 році брат Гепапіриси, Гай Юлій Полемон II, Філопатрис, отримав від імператора Понту і Кімерійський Боспор. Він так і не заволодів Боспорським царством тому, що його сестра правила ним з 37 року н.

## Монети
На жаль, її ім'я ніде не згадується в давніх письмових джерелах. Єдиними джерелами Гепапірис є монети та фрагмент срібної пластини з її іменем, виявлені в Неаполі Скіфському.
Їй приписують держави 334 і 335 рр. Боспорської доби, тобто 37/38 і 38/39 рр. н. е. З обох боків зображені портрети членів римської династії Юліїв-Клавдіїв, які, як вважають, є зображеннями імператорів Октавіана Августа та Калігули. На звороті — напис року та монограма. Окрім золотих статерів, королева також випустила бронзові монети з позначкою IB, яка, ймовірно, позначала номінал у 12 одиниць, які часто називають тузами). На лицьовій стороні цих монет зображено бюст Гепапірис, повернений праворуч, разом із легендою грецькою мовою BACIΛICCHC ΓЕΠAIΠYPEΩC («Цариця Гепапіріс [монета]»). На протилежній стороні розміщено зображення бюста Афродіти Уранії та номінал, розміщений праворуч або ліворуч.
Інший тип асів, випущених Гепапірис, має зображення голови людини, поверненої праворуч, на першій стороні та легенду грецькою мовою BACIΛEѠC MIΘPIΔATOY (Цар Мітрідат [Монета]). Ймовірно, це подоба голови її старшого сина Мітрідата III, боспорського царя з 39/40 р. н. Ця монета була носієм важливого пропагандистського змісту, адже на ній був вказаний спадкоємець престолу. Сама королева виглядає в цьому випадку як свого роду правителька-регентша, яка править від смерті свого чоловіка до вступу на престол її старшого сина, який був неповнолітнім. Можливо, вона правила разом зі своїм сином Мітрідатом, коли той став царем.
Деякі дослідники знаходять зображення голови Гепапірис 63 на монетах її другого сина Тиберія Юлія Котіса I Філоцезаря Філоромеоса Евсеба, царя Боспору в 45-63 роках, з номіналом трієн (номінал Δ, тобто 4 одиниці). На аверсі зображена голова жінки, монограма з літер BAП, а на протилежному боці Афродіта Апатура, монограма BAK і знак номіналу Δ. Випуск цих монет, оскільки вони зображують Гепапірис, можна розглядати як данину пам'яті покійній матері правлячої королеви.

## Родина
Гепапірис мала двох синів від свого чоловіка Аспурга, майбутніх царів Боспору:
- Клавдій Мітрідат III (VIII) Філогерманський Філопатрис (пом. 68). Він був названий на честь Мітрідата VI Евпатора Діоніса, царя Понти.
- Тиберій Юлій Котіс I Філокайсар Філоромей Евсеб (пом. 69). Його назвали на честь діда по материнській лінії Котіса VIII, короля Фракії. Гепапірис через свого другого сина мала різних нащадків на боспорському престолі аж до IV ст., до падіння держави. Її нащадки носили фракійські імена, такі як Котис, Реметалкес і Рескупоріс, які походили від її роду.

У 37 Гепапірис, коли помер її чоловік, одна заволоділа Боспором. Вона правила до 39 року, коли до влади прийшов її старший син Мітрідат.